# Josep Pavia i Simó
Josep Pavia i Simó (La Jana, Baix Maestrat, 11 de juliol de 1932 - Barcelona, 30 d'octubre de 2016) fou un destacat musicòleg i canonge de la Catedral de Barcelona.
Pavia va destacar com a coneixedor de la pràctica musical catedralícia hispànica i ha estat considerat una autoritat de referència en matèries com el cant pla, la litúrgia i el llatí. Els seus treballs han estat pioners en l'estudi del barroc musical hispànic.

## Formació eclesiàstica i musicològica
Es va encaminar cap al sacerdoci, ingressant l'any 1945 al Seminari de Tortosa. Allà, va compaginar els seus estudis eclesiàstics amb els de música, estudiant Solfeig i Piano amb el mestre Jaume Sirisi Escoda. Finalment, el 24 de juny de 1956 fou ordenat sacerdot. Un altre dels seus mestres i mentors fou Vicente García Julbe, qui el va orientar en el perfeccionament dels seus estudis musicals, mentre Pavia exercia el ministeri de coadjutor a Alcanar i de capellà ecònom a diverses localitats de les províncies de Castelló i Tarragona, compaginant les seves activitats eclesiàstiques amb estudis musicals a l'«Escola Superior de Música Sagrada de Madrid», on va tenir com a professors al compositor Aníbal Sánchez Fraile, Luis Urteaga Iturrioz, i al pare franciscà Vicente Pérez-Jorge. Es va traslladar a Barcelona i es va matricular al Conservatori Superior Municipal de Música de Barcelona el 1959, primer com a alumne lliure de Solfeig i en Cant. Posteriorment, va iniciar lliçons de cant amb les sopranos Mercedes Capsir i Conxita Badia. El 1965 va guanyar la plaça de director del cor segon de la Catedral de Calahorra a La Rioja, ciutat on va residir un breu temps i on va exercir com a coadjutor de la parròquia de la catedral. Després de concórrer al costat d'altres opositors, finalment va obtenir la plaça i va rebre el nomenament de beneficiat salmista de la seu barcelonina, ratificat per l'Arquebisbe, Gregorio Modrego Casaus, el mateix 1965, instal·lant-se, ara ja definitivament, a Barcelona. Des de llavors ha estat vinculat, ininterrumpudament, a la Catedral Basílica de la Ciutat Comtal. Durant aquells anys, Pavia va compaginar les seves activitats habituals com a capellà i salmista a la seu barcelonina, amb els seus estudis i audicions de cant.

## Formació com a filòleg i pedagog
El 1968, després d'acabar els seus estudis humanístics en el seminari, el seu pas pel conservatori i les seves primeres experiències com a cantor, va començar a estudiar Filologia clàssica a la Universitat de Barcelona. El 1972, va obtenir el «Certificat d'Aptitud Pedagògica» a l'Institut de Ciències de l'Educació (ICE) de la UB, mentre impartia classes en centres d'ensenyament mitjà, com la «Scuola Media» italiana, i al Liceu Científic Italià de Barcelona (1966-1979). Es llicencià en 1973, amb una tesina dirigida per catedràtic Marià Bassols de Climent i amb el seguiment del reconegut professor Joan Bastardas i Parera. Va obtenir una beca predoctoral del Ministeri d'Educació i Ciència (1975-1978), per a la seva tesi doctoral en el llavors denominat «Institut Espanyol de Musicologia» del Consell Superior d'Investigacions Científiques. Allà, va poder estudiar el desenvolupament i evolució de la música a la seu barcelonina durant el període barroc, i més endavant, sota la direcció de Miquel Querol Gavaldà, va defensar la seva tesi a la Facultat de Filosofia de la Universitat de Barcelona el 1978, sota el títol de La música a la Catedral de Barcelona durant el segle XVII, obtenint la màxima qualificació i publicant-se el 1986, traduïda per ell mateix al català. El treball, va marcar la pauta de les seves investigacions futures, i encara avui, és citat sovint pels musicòlegs en llibres i revistes especialitzades, tant dins com fora d'Espanya, com a obra d'indiscutible referència en la matèria. Després de defensar la seva tesi doctoral, va aconseguir una beca postdoctoral a l'Institut Espanyol de Musicologia (1978-1980), a la qual va haver de renunciar, en haver guanyat, en l'estiu de 1979, mitjançant oposició, una plaça de Professor Agregat de Batxillerat de «Llatí» a l'Institut de Batxillerat «Torres i Bages» de l'Hospitalet de Llobregat. Va treballar des de llavors, com a professor amb dedicació exclusiva (1979-1983), ensenyant Llatí, Grec, i Música, fins que va obtenir el lloc de «Catedràtic Numerari de Llatí» del Ministeri d'Educació i Ciència, ensenyant Llatí i Grec en diferents instituts de batxillerat de l'àrea metropolitana de Barcelona. A l'àrea de Pedagogia, va participar en Cursos per a la Formació de Monitors.

## Musicòleg al CSIC i a la universitat
Malgrat la seva dedicació pedagògica, Pavia mai va deixar de mantenir els seus contactes amb la disciplina musicològica, i més concretament, amb l'antic Institut Espanyol de Musicologia en el qual s'havia format com a becari pre i post-doctoral. Així, el 1988 participava en el Congrés Internacional celebrat per commemorar el «I Centenari de Higinio Angles». Poc temps després, el 1991, va poder optar i aconseguir, per oposició una plaça d'investigador en plantilla com a "Col·laborador Científic" del Consell Superior d'Investigacions Científiques, exercint la seva activitat des de llavors en el Departament de Musicologia de la Institució Milà i Fontanals de Barcelona, hereu de l'anterior «Institut Espanyol de Musicologia», fins a la seva jubilació, el 31 de desembre de 1999. Des del seu ingrés en l'esmentat Departament de Musicologia del CSIC el 1990, va col·laborar també assíduament, com a professor associat, amb el Departament d'Història de l'Art i Musicologia de la Universitat Autònoma de Barcelona, on va impartir diversos cursos de doctorat. S'especialitzà en la pràctica musical catedralícia hispànica dedicant-se a la Musicologia.
La seva tasca al CSIC, com a Científic Titular des de 1990, el va portar a participar activament en la coordinació de la col·lecció editorial Monumentos de la Música Española, que dirigí el 1999, així com en la publicació periòdica Anuario Musical, formant part indispensable dels seus equips editorials. Ja com a investigador titular emèrit del CSIC, va arribar a ser Cap del Departament de Musicologia de la Institució Milà i Fontanals en 1999, succeint a José Vicente González Valle, fins a la seva jubilació el 31 de desembre d'aquell mateix any. Des de llavors, no va deixar de col·laborar amb les activitats musicològiques al CSIC, publicant noves investigacions i participant amb la seva sòlida experiència i vitalitat en diversos projectes.

## Canonge de la Catedral de Barcelona
El 1996 Pavia fou nomenat «Canonge» de la Catedral de Barcelona pel Cardenal Arquebisbe Ricard Maria Carles i va prendre possessió del seu càrrec el 19 de juliol d'aquell mateix any. També fou nomenat, des del 2000, per elecció capitular, «Prefecte de Música» de l'Excm. Capítol Catedralici de Barcelona, càrrec en virtut del qual es responsabilitzava de coordinar els concerts de música que habitualment s'ofereixen al temple catedralici. Va exercir llargs anys el càrrec de Prefecte de Música d'aquesta institució, on anteriorment havia exercit de director del cor i salmista durant diverses dècades.

## Reconeixements
- El 1987 se li concedí el Títol d'Honor «Tertúlia», de la Casa d'Almeria a Barcelona.[1]
- El 1988 va rebre el nomenament de «Cavaller-Ballester Honorari del Centenar de la Ploma, Dehena de Barcelona», atorgat per la Casa de València.[1]
- El novembre de 2016 l'Ajuntament de la Jana, el poble natal de Josep Pavia, va fer un reconeixement de la seva figura, aprovant per unanimitat denominar oficialment l'edifici municipal de la banda de música, com a Casa de la Música Dr. Josep Pavia i Simó.[5][6]

## Llibres publicats
- Valls, Francesc; Pavia i Simó, Josep. Mapa armónico práctico (1742a) : edición en facsímil del ejemplar manuscrito conservado en la Biblioteca de la Universidad de Barcelona (manuscrito 783).  Barcelona: Institució Milà i Fontanals (CSIC), 2002. ISBN 84-00-08068-8.
- Valls, Francesc; Pavia i Simó, Josep. La música en Cataluña en el siglo XVIII: Francesc Valls (1671c.-1747).  Barcelona: Institució Milà i Fontanals (CSIC), 1997. ISBN 84-00-07700-8.
- Pavia i Simó, Josep; Querol i Gavaldà, Miquel (pr.). La música a la catedral de Barcelona durant el segle XVII.  Barcelona: Fundació Salvador Vives Casajuana, 1986. ISBN 84-232-0243-7.